# Kyle Ryde
Kyle Brandon Ryde (Mansfield, 22 juli 1997) is een Brits motorcoureur. In 2024 won hij de titel in het Brits kampioenschap superbike.

## Carrière
Ryde begon zijn internationale motorsportcarrière in 2011, toen hij deelnam aan de FIM MotoGP Rookies Cup. Een zesde plaats op het Circuit de Catalunya was zijn beste race-uitslag en hij werd met 43 punten negentiende in de eindstand. Dat jaar won hij tevens de titel in het Britse 125cc-kampioenschap, waarin hij op veertienjarige leeftijd de jongste kampioen ooit werd. In 2012 keerde hij terug naar de Rookies Cup en stond hij in zijn thuisrace op Silverstone op het podium. Met 70 punten werd hij vijftiende in het eindklassement.
In 2013 stapte Ryde over naar het Spaanse Moto3-kampioenschap, waarin hij op een KRP Honda reed. Hij behaalde een podiumfinish in Barcelona en werd met 33 punten dertiende in de eindstand. Tevens maakte hij dat jaar zijn debuut in de Moto3-klasse van het wereldkampioenschap wegrace in zijn thuisrace op een KRP Honda en eindigde hierin op plaats 27.
In 2014 won Ryde de titel in het Britse Superstock 600-kampioenschap. In 2015 maakte hij de overstap naar het Brits kampioenschap Supersport. Op een Yamaha won hij tweemaal op Brands Hatch en het Knockhill Racing Circuit, waardoor hij achter Luke Stapleford tweede in de eindstand werd. Ook maakte hij dat jaar zijn debuut in het wereldkampioenschap Supersport als wildcardcoureur in het weekend op Donington en eindigde direct op het podium.
In 2016 tekende Ryde voor een volledig seizoen in het WK Supersport op een Yamaha. Zijn team Ranieri Med – SC Racing trok zich na vijf races en drie opeenvolgende puntenfinishes van Ryde onverwacht terug uit de klasse. Hierop maakte hij de overstap naar het team Schmidt Racing, waar hij achtereenvolgens op een MV Agusta en een Kawasaki plaatsnam. Een elfde plaats op Magny-Cours was zijn beste resultaat. Met 14 punten eindigde hij op plaats 25 in het klassement.
In 2017 bleef Ryde actief in het WK Supersport, maar stapte hij over naar Kawasaki Puccetti Racing, waar hij de teamgenoot van regerend kampioen Kenan Sofuoğlu werd. Een vierde plaats in de seizoensopener op Phillip Island bleek zijn beste race-uitslag voordat hij twee races voor het eind van het seizoen vertrok vanwege tegenvallende resultaten. Met 43 punten werd hij dertiende in het kampioenschap. Aan het eind van het jaar debuteerde hij in het Brits kampioenschap superbike op een Kawasaki in het laatste weekend op Brands Hatch als vervanger van de geblesseerde Billy McConnell. Een vijftiende plaats was zijn beste resultaat in deze races.
In 2018 tekende Ryde voor een volledig seizoen in het Brits kampioenschap superbike bij het team CF Motorsport, waar hij op een Yamaha reed. Na vier raceweekenden, waarin een zeventiende plaats op het Oulton Park Circuit zijn beste resultaat was, kondigde hij aan dat hij per direct uit het kampioenschap zou vertrekken. Hij maakte het jaar af in de GP2-klasse van het Brits kampioenschap Supersport, waar hij bij zijn debuut op Brands Hatch direct wist te winnen. In 2019 reed hij een volledig seizoen in deze klasse, waarin hij kampioen werd.
In 2020 keerde Ryde terug in het Brits kampioenschap superbike. Op een Suzuki had hij een sterk weekend op Silverstone, waar hij tweemaal wist te winnen en nog een podiumfinish behaalde. Met 137 punten werd hij negende in de eindstand. In 2021 stapte hij over naar een BMW en stond hij enkel op Donington Park eenmaal op het podium. Met 118 punten zakter hij naar de vijftiende plaats in het klassement. In 2022 stapte zijn team over naar motorfietsen van Yamaha. Ryde kende zelf een sterke start van het seizoen met twee podiumplaatsen op Silverstone, een podiumfinish op Oulton Park en een zege op Donington. In de rest van het jaar stond hij enkel op het Snetterton Motor Racing Circuit nog op het podium. Met 1077 punten werd hij zesde in het kampioenschap.
In 2023 behaalde Ryde zes overwinningen: drie op Donington en een op zowel Silverstone, Knockhill en Brands Hatch. In de rest van het jaar stond hij nog zeven keer op het podium. Met 422 punten werd hij achter Tommy Bridewell en Glenn Irwin derde in het klassement. In 2024 won hij drie keer op Donington, twee keer op zowel Cadwell Park als Oulton Park en een keer op het Thruxton Circuit. Hiermee was hij het hele seizoen in de strijd om het kampioenschap verwikkeld. In de seizoensfinale op Brands Hatch wist hij kort voor de finish zijn titelrivaal Bridewell in te halen voor de overwinning in de race, waardoor hij 487 punten had gescoord en zodoende met een punt verschil tot kampioen werd gekroond. Aan het eind van het jaar debuteerde hij tevens in het wereldkampioenschap superbike als wildcardcoureur in de seizoensfinale op Jerez.